# Скрижово
Скрижово (грч. Σκοπιά, Скопија) је насељено место у општини Зиљахово у периферији Средишња Македонија, Грчка. Према попису из 2021. године било је 82 становника.
Према бугарском географу и историчару, Василу Канчову, у Скрижеву је 1900. године живело 1.680 Словена хришћана. Током Другог балканског и Првог светског рата насеље је настрадало и већи део становништва је избегао, тако је после рата остало 99 житеља. Године 1923. преостало словенско становништво је принудно исељено у Бугарску а на њихово место је насељено 120 грчких избегличких породица, укупно 505 особа. Избеглице из Скрижова претежно живе у Гоце Делчеву и околини, Санданском (бугарски део Македоније), мање у Пловдиву и Асеновграду. На попису из 1928. године Скрижово је имало 501 становника.